# Sociedades concesionarias de autopistas en España
Las sociedades concesionarias de autopistas en España son responsables de la construcción, conservación y explotación de autopistas bajo un régimen de concesión.
Estas sociedades pueden estar constituidas por una única empresa matriz o por varias empresas vinculadas a infraestructuras de transporte. El periodo y las condiciones de explotación de las concesiones son determinados por la administración central o autonómica correspondiente a cada autopista. En 2012, la mayor parte de los 3.307 km de autopistas de peaje en España pertenecían a la Red de Carreteras del Estado, mientras que 548 km eran de titularidad autonómica.
ASETA (Asociación de Sociedades Españolas Concesionarias de Autopistas, Túneles, Puentes y Vías de Peaje) era la organización que agrupaba a las empresas concesionarias, las cuales ostentaban la titularidad de al menos una concesión para la construcción, conservación y explotación de autopistas, túneles o puentes de peaje en España. En 2014, ASETA fusionó sus actividades con SEOPAN (Asociación de Empresas Constructoras y Concesionarias de Infraestructuras) y ATTA (Asociación Tecnológica para el Tratamiento de Agua) con el objetivo de aprovechar sinergias, fortalecer la defensa de sus asociados, ampliar su actividad tanto a nivel nacional como internacional y aumentar su representatividad.

## Concesionarias de autopistas de laRed de Carreteras del Estado
| Identificador | Tramo/s                                        | Tipo de peaje                       | Concesionaria            | Participación empresarial                                                      | Fin de la concesión |
| ------------- | ---------------------------------------------- | ----------------------------------- | ------------------------ | ------------------------------------------------------------------------------ | ------------------- |
| AP-6          | Guadarrama A-6 – Adanero A-6                   | Cerrado (con AP-51 y AP-61 ), libre | Iberpistas               | Abertis (100%)                                                                 | 18/11/2029          |
| AP-7 E-15     | El Campello AP-7 – Monforte del Cid A-7 / A-31 | Cerrado, libre                      | SEITT                    | Ministerio de Transportes y Movilidad Sostenible (100%)                        |                     |
| AP-7 E-15     | Los Montesinos A-7 – Mil Palmeras AP-7         | Abierto, libre                      | Ausur                    | BCC / Grupo Cajamar (37,8%), Unicaja Banco (31,4%), Fundación Cajastur (30,8%) | 01/08/2048          |
| AP-7 E-15     | Cartagena AP-7 – Vera A-7                      | Cerrado, libre                      | SEITT                    | Ministerio de Transportes y Movilidad Sostenible (100%)                        |                     |
| AP-7 E-15     | Mijas A-7 – Guadiaro A-7                       | Abierto, libre                      | Ausol                    | Ferrovial (80%), Unicaja Banco (20%)                                           | 15/03/2046          |
| AP-9 E-1      | Ferrol – Tuy A-55                              | Cerrado, libre, abierto             | Audasa                   | Itínere (100%)                                                                 | 18/08/2048          |
| AP-36         | Ocaña A-4 / R-4 – La Roda A-31                 | Cerrado, libre                      | SEITT                    | Ministerio de Transportes y Movilidad Sostenible (100%)                        |                     |
| AP-41         | Arroyomolinos R-5 – Toledo TO-22               | Cerrado                             | SEITT                    | Ministerio de Transportes y Movilidad Sostenible (100%)                        |                     |
| AP-46         | Málaga – Las Pedrizas A-45                     | Abierto                             | Guadalcesa               | Itínere (80%), Gestión de Explotaciones Aeroportuarias (20%)                   | 28/02/2044 o 2048   |
| AP-51         | Villacastín AP-6 – Ávila A-51                  | Cerrado (con AP-6 ), libre          | Castellana de Autopistas | Abertis (100%)                                                                 | 18/11/2029          |
| AP-53         | Santiago de Compostela AP-9 –Lalín AG-53       | Cerrado, libre                      | Acega                    | Globalvia (61,4%), Itínere (18,3%), Abanca (20,3%)                             | 12/11/2074          |
| AP-61         | San Rafael AP-6 – Segovia SG-20                | Cerrado (con AP-6 ), libre          | Castellana de Autopistas | Abertis (100%)                                                                 | 18/11/2029          |
| AP-66 E-803   | Campomanes A-66 – León A-66 / LE-30            | Abierto                             | Aucalsa                  | Itínere (100%)                                                                 | 17/10/2050          |
| AP-68 E-804   | Bilbao A-8 – Zaragoza A-68                     | Abierto, cerrado, libre             | Avasa                    | Abertis (100%)                                                                 | 10/11/2026          |
| AP-71         | León LE-30 – Astorga A-6                       | Abierto                             | Aulesa                   | Abertis (100%)                                                                 | 10/03/2055          |
| M-12          | Madrid M-40 – Alcobendas A-1                   | Abierto                             | SEITT                    | Ministerio de Transportes y Movilidad Sostenible (100%)                        |                     |
| R-2           | Madrid M-40 – Guadalajara A-2                  | Abierto, libre, cerrado             | SEITT                    | Ministerio de Transportes y Movilidad Sostenible (100%)                        |                     |
| R-3           | Madrid M-23 – Morata de Tajuña A-3             | Abierto, mixto                      | SEITT                    | Ministerio de Transportes y Movilidad Sostenible (100%)                        |                     |
| R-4           | Madrid M-50 – Ocaña A-4 / AP-36                | Abierto                             | SEITT                    | Ministerio de Transportes y Movilidad Sostenible (100%)                        |                     |
| R-5           | Madrid M-40 – Navalcarnero A-5                 | Abierto                             | SEITT                    | Ministerio de Transportes y Movilidad Sostenible (100%)                        |                     |

## Concesionarias de autopistas autonómicas
| Comunidad Autónoma | Identificador | Tramo/s                                     | Tipo de peaje                       | Concesionaria   | Participación empresarial                        | Fin de la concesión |
| ------------------ | ------------- | ------------------------------------------- | ----------------------------------- | --------------- | ------------------------------------------------ | ------------------- |
| Galicia            | AG-55         | La Coruña – Carballo                        | Abierto, cerrado                    | Autoestradas    | Itínere (100%)                                   | 2045                |
| Galicia            | AG-57         | Vigo VG-20 – Bayona                         | Cerrado                             | Autoestradas    | Itínere (100%)                                   | 2057                |
| País Vasco         | AP-1 E-5      | Vitoria A-1 – Éibar AP-8                    | Cerrado (con AP-8 )                 | Bidelan, Arabat | Grupo ACS (50%), Diputación Foral de Álava (50%) |                     |
| País Vasco         | AP-8 E-70     | Frontera francesa/Irún/Behovia – Éibar AP-8 | Cerrado (con AP-1 ), abierto, libre | Bidegi          | Diputación Foral de Guipúzcoa (100%)             |                     |
| País Vasco         | AP-8 E-70     | Éibar AP-8 – Trapagaran A-8                 | Cerrado                             | Interbiak       | Diputación Foral de Vizcaya (100%)               |                     |
| Navarra            | AP-15         | Tudela AP-68 – Irurzun A-15 / A-10          | Abierto, mixto, libre               | Audenasa        | Itínere (50%), Comunidad Foral de Navarra (50%)  | 06/2029             |
| Cataluña           | C-16 E-09     | Rubí C-16 – San Fructuoso de Bages C-16     | Abierto                             | Autema          | Ferrovial (76,3%), Abertis (23,7%)               | 2036                |
| Cataluña           | C-32          | El Vendrell AP-7 – Castelldefels C-32       | Abierto, libre                      | Aucat           | Abertis (100%)                                   | 2039                |

## Concesionarias de túneles de peaje
En esta categoría todos los peajes son de tipo abierto.
| Túneles                | Identificador           | Concesionaria           | Participación empresarial          | Fin de la concesión |
| ---------------------- | ----------------------- | ----------------------- | ---------------------------------- | ------------------- |
| Túneles de Vallvidrera | C-16 E-9                | Túnels Barcelona · Cadí | Abertis (100%)                     | 2037                |
| Túnel del Cadí         | C-16 E-9                | Túnels Barcelona · Cadí | Abertis (100%)                     | 2037                |
| Túneles de Archanda    | Enlace Bilbao con BI-30 | Interbiak               | Diputación Foral de Vizcaya (100%) |                     |

## Antiguas concesiones finalizadas
| Identificador | Tramo/s                                              | Tipo de peaje                     | Concesionaria                  | Participación empresarial | Fin de la concesión |
| ------------- | ---------------------------------------------------- | --------------------------------- | ------------------------------ | ------------------------- | ------------------- |
| AP-1 E-5      | Burgos A-1 – Armiñón A-1                             | Cerrado (con AP-68 ), mixto       | Europistas                     | Itínere (100%)            | 01/12/2018          |
| AP-2 E-90     | Alfajarín A-2 – Bañeras AP-7                         | Cerrado (con AP-7 )               | Acesa                          | Abertis (100%)            | 31/08/2021          |
| AP-4 E-5      | Dos Hermanas A-4 – Jerez de la Frontera A-4          | Abierto, mixto                    | Aumar                          | Abertis (100%)            | 31/12/2019          |
| AP-7 E-15     | Frontera francesa/La Junquera – Vilaseca AP-7        | Cerrado (con AP-2 ), mixto, libre | Acesa                          | Abertis (100%)            | 31/08/2021          |
| AP-7 E-15     | Vilaseca AP-7 – El Campello AP-7                     | Cerrado, libre                    | Aumar                          | Abertis (100%)            | 31/12/2019          |
| C-32          | Montgat B-20 / C-31 – Palafolls N-II – Blanes GI-600 | Abierto, libre                    | Invicat                        | Abertis (100%)            | 31/08/2021          |
| C-33          | Barcelona – Montmeló AP-7                            | Abierto                           | Invicat                        | Abertis (100%)            | 31/08/2021          |
| Ma-11         | Túnel de Sóller                                      | Abierto                           | Cía. Cria. del Túnel de Sóller | Globalvia (100%)          | 29/12/2017          |